# Янус (спутник)

Движение Януса и Эпиметея относительно друг друга

Я́нус (лат. Janus) — внутренний спутник планеты Сатурн. Назван именем бога Януса из древнеримской мифологии. Также обозначается как Сатурн X.

## История

### Открытие
Впервые Янус был идентифицирован французским астрономом Одуэном Дольфюсом (фр. Audouin Dollfus) в 1966 году и получил временное обозначение S/1966 S 2. Незадолго до открытия, 29 октября 1966 года французский астрофотограф Жан Тексеро (фр. Jean Texereau) сфотографировал Янус не подозревая об этом. 18 декабря Ричард Уокер англ. Richard Walker провел наблюдение объекта на орбите Януса, но позиция этого объекта не согласовывалась с предыдущими наблюдениями. 
Двенадцать лет спустя, в октябре 1978 Стивен Ларсон англ. Stephen M. Larson и Джон Фаунтен англ. John W. Fountain пришли к выводу что наблюдения 1966 года лучше всего объясняются нахождением двух объектов на близких похожих орбитах (Янус и Эпиметей). Первооткрывателем Эпиметея считается Ричард Уокер. В 1980 году во время миссии Вояджер 1 предположенная орбитальная конфигурация состоящая из двух объектов на близких орбитах была подтверждена.

### Имя
Янус назван в честь двуликого бога Януса из древнеримской мифологии. Хотя имя было неформально предложено вскоре после открытия в 1966 году, оно не было официально признано до 1983, когда получил свое название и Эпиметей.

## Орбита

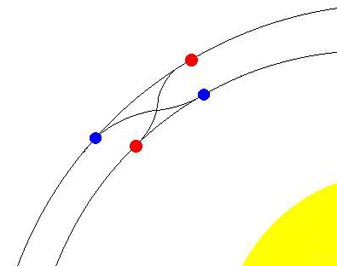
Схема взаимодействия Януса и Эпиметея (без соблюдения масштаба)

Расстояние между орбитами спутников составляет лишь 50 км — существенно меньше их размеров. Об основных особенностях этих двух спутников писал В. П. Цесевич в книге «Что и как наблюдать на небе» в 1984 году. В 1997 году астрофизики Лора Бэтт и Пол Девриз из Университета Майами рассчитали траекторию движения уникальной пары спутников Сатурна. Эпиметей и Янус движутся по своим орбитам независимо друг от друга до тех пор, пока внутренний спутник не начинает нагонять внешний. При этом, под действием гравитационных сил Эпиметей выталкивается на более высокую орбиту, а Янус переходит на более близкую к Сатурну, то есть они меняются местами. Этот манёвр осуществляется примерно раз в четыре года. По всей видимости, обе луны составляли в прошлом единое целое и на раннем этапе формирования системы Сатурна разделились на два спутника:161.
Судя по низкой плотности (ниже плотности воды, около 0,64 г/см³), Янус представляет собой пористое тело, состоящее главным образом изо льда.

## Взаимодействие с кольцами
На основании изоображений, полученных с помощью космического аппарата «Кассини» в 2006 году было определено наличие бледного пылевого кольца в области орбит Януса и Эпиметея. Пылевое кольцо имеет радиальную протяженность около 5000 км. Причиной его возникновения считаются периодические столкновения Януса и Эпиметея с метеороидами, что в свою очередь приводит к формированию следа из обломков вдоль их орбит.
Вместе с Эпиметеем, Янус является спутником-пастухом, вместе они оказывают влияние на Кольцо А и формируют его острый внешний край. Данный эффект наиболее ярко выражен в периоды нахождения более массивного Януса на резонантной (внутренней) орбите. Орбитальный резонанс между Янусом и Эпиметеем равен 7:6.

## Галерея

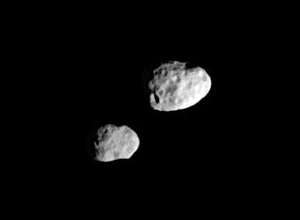
Эпиметей (ниже слева) и Янус (справа) 20 марта 2006 года. Луны кажутся близкими из-за ракурса
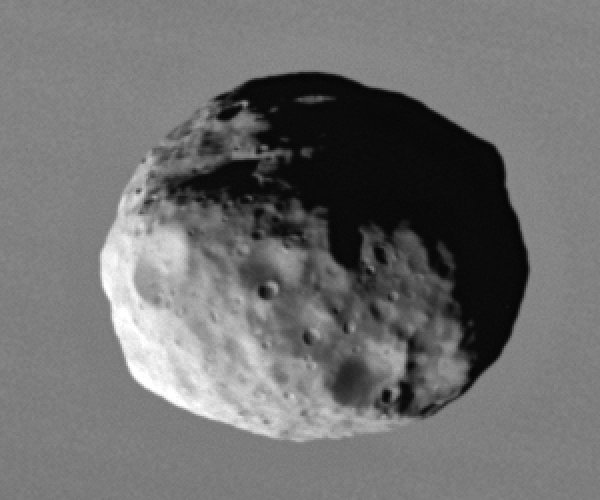
Янус на фоне Сатурна. Космический аппарат «Кассини»
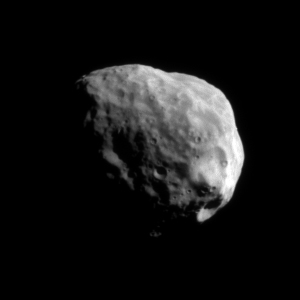
Янус с борта «Кассини»
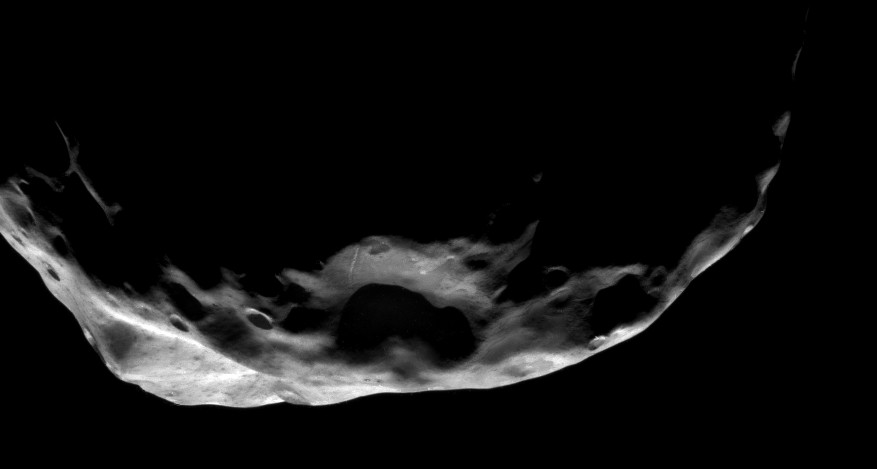
Полумесяц Януса
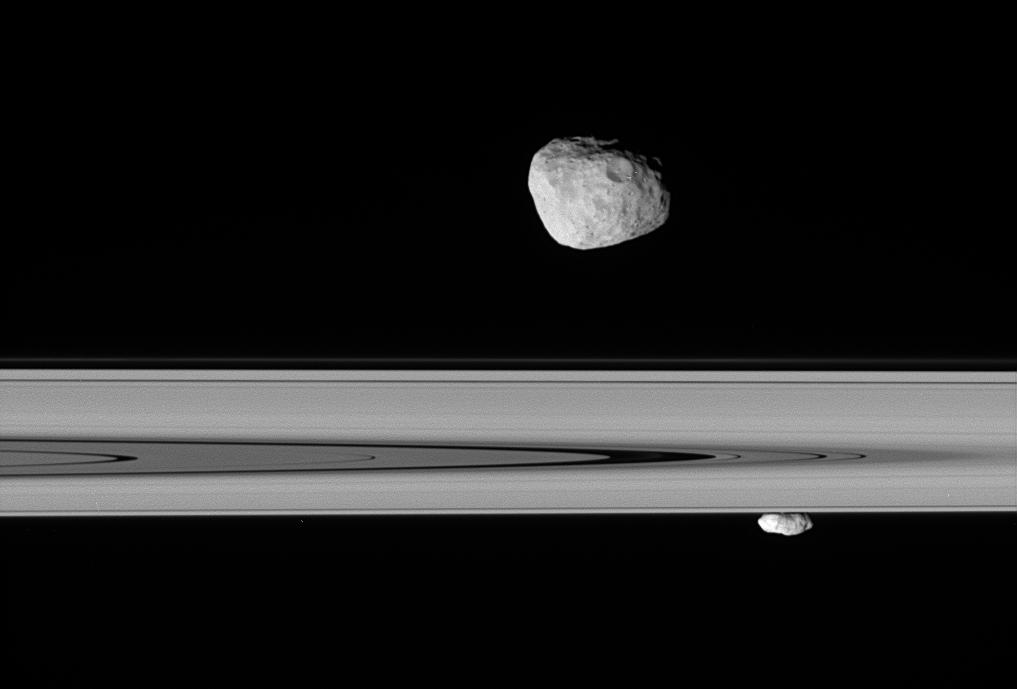
Янус (выше) и Прометей (ниже) на фоне колец Сатурна
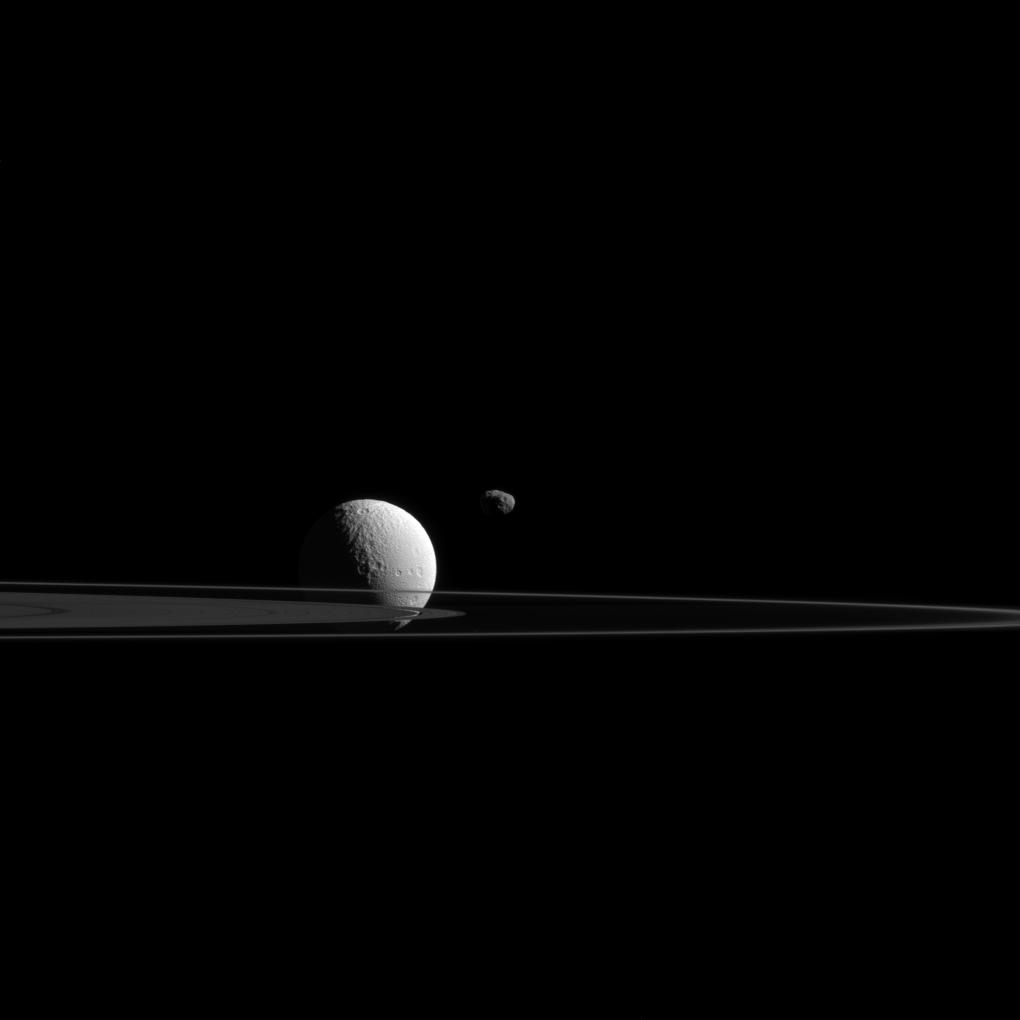
Янус и Тефия (на переднем плане) около колец Сатурна